# ورقة 10 دولار أسترالي
ورقة 10 دولار أسترالي هي ورقة نقدية أسترالية أصدرت عندما غيرت أستراليا عملتها من الجنيه الأسترالي إلى الدولار الأسترالي في 14 فبراير 1966. كانت هناك أربع إصدارات مختلفة من هذه الفئة: الورقة النقدية الورقية؛ ورقة البوليمر التذكارية للاحتفال بالذكرى المئوية الثانية للاستيطان الأسترالي (أول ورقة نقدية من البوليمر من نوعها)؛ ورقة البوليمر 1993-2017؛ وورقة بوليمر الجيل القادم من سبتمبر 2017.
كان هناك 128 مليون ورقة 10 دولار نقدية في يونيو 2017 بقيمة قدرها 1.280 مليار دولار. وكان هذا يمثل 2% من القيمة النقدية لجميع الأوراق النقدية المتداولة، و8% من عدد جميع الأوراق النقدية المتداولة.
بعد إصدار ورقة 5 دولار النقدية الجديدة في سبتمبر 2016، كشف بنك الاحتياطي الأسترالي عن تصميم ورقة 10 دولارات الجديدة والتي أصدرت في سبتمبر 2017.

## التصميم

### العملة النقدية الورقية
ظهر على وجه الورقة المهندس المعماري فرانسيس جرينواي الذي كان مزورًا مع مبانيًا عامة ساعد في بنائها، وعلى الظهر الأديب هنري لوسون واقتباس من أشعاره ومشاهد من مدينة جولجونج لتعدين الذهب النائية في القرن التاسع عشر.
|  |  |

### ورقة البوليمر
ورقة البوليمر التي صممها ماكس روبنسون على وجهها صورة بانجو باترسون وأحصنة بالخلفية ونبات سنط وتوقيعه. وعلى الظهر الشاعرة ماري جيلمور وأبيات من شعرها وتوقيعها. بقى تصميم ورقة 10 دولار النقدية في إصدار عام 2017 كما هو تصميم ورقة البوليمر الأولى ولكن أضيف إليه طائر برامبل وببغاء العرف الكبريتي.

### ورقة 1988 التذكارية
ظهر على وجه هذه الورقة التذكارية سفينة HMS Supply الشراعية راسية في خليج سيدني ومستعمرة أولية في الخلفية وأشخاص يرمزون إلى كل من ساهم في بناء أستراليا، بدءًا من المستوطنين الأوائل على اليسار وحتى الرجل العامل الحديث على اليمين.
وعلى الظهر تصميم يعبر عن ثقافة سكان أستراليا الأصليين به لوحة شاب من السكان الأصليين رسمها واين ويليامز ومنحوتة Morning Star Pole لتيري يامبولول وشخصية تشبه الإنسان من أساطير زمن الحلم. انتقد مجتمع السكان الأصليين يومبولول لسماحه بتصوير منحوتة Morning Star Pole ورفعوا دعوى قضائية ضد البنك الاحتياطي لانتهاكه حقوق الطبع والنشر. كان البنك قد كلف وكيلاً بالحصول على موافقة يومبولول ولكنه ادعى أن الوكيل ضلله وخدعه.
Morning Star Pole ذو أهمية ثقافية لعشيرة Galpu وقد اشترطوا على تيري يامبولول عند نحت العمود بضمان عدم استخدامه أو نشرته بطريقة تسيء إلى تصوراتهم حوله. رأى القاضي روبرت فرينش أن تيري يامبولول قد تنازل حقوق الطبع والنشر، وأن يومبولول ربما لم يقدر بشكل كامل الآثار المترتبة عن تنازله لى يتعلق بالتزاماته الثقافية، إلا أن الوكيل لم يضلله أو يخدعه.